# 吉竹正
吉竹 正（よしたけ ただし、1965年7月14日 - ）は、京都府南丹市出身の元アマチュア野球選手、監督である。ポジションは内野手。

## 来歴・人物
近江高校卒業後に龍谷大学に入学する。
関西六大学野球リーグでは三塁手として活躍し、1986年の春季リーグではベストナインに選ばれた。
大学卒業後は社会人野球の西濃運輸に入団し、主に二塁手として活躍し、1994年の都市対抗野球では大会優秀選手に選ばれ、社会人ベストナインにも選ばれた。
その後は、西濃運輸でコーチや監督を務め、2021年から朝日大学の監督を務めた。